# Gornja Težka Voda
Gornja Težka Voda este o localitate din comuna Novo mesto, Slovenia, cu o populație de 91 de locuitori.